# Комсомольский (Новониколаевский район)
Комсомольский — посёлок в Новониколаевском районе Волгоградской области, административный центр Комсомольского сельского поселения.
Население — 882 (2010)

## История
Основан в период коллективизации как центральная усадьба совхоза 15 лет ВЛКСМ. С момента основания посёлок относился к Новониколаевскому району Сталинградского края), с 1936 года Сталинградской области (с 1954 по 1957 год район входил в состав Балашовской области), с 1961 года — Волгоградской области. Не позднее 1940 года (точная дата не установлена) поселковый совет совхоза «15 лет ВЛКСМ» был переименован в поссовет Комсомольский.

## География
Посёлок находится в степи, в центральной части Новониколаевского района, в пределах Хопёрско-Бузулукской равнины, являющейся южным окончанием Окско-Донской низменности, при балке Кирхина. Центр посёлка расположен на высоте около 145 метров над уровнем моря. К северо-западу от посёлка расположен пруд Ружейников. На востоке граничит с хутором Ружейниковский. С остальных сторон посёлок окружён полями. Почвы — чернозёмы обыкновенные.
географическое положение
По автомобильным дорогам расстояние до областного центра города Волгоград составляет 320 км, до районного центра посёлка Новониколаевский — 13 км.
Климат
Климат умеренный континентальный (согласно классификации климатов Кёппена — Dfb). Многолетняя норма осадков — 483 мм. В течение города количество выпадающих атмосферных осадков распределяется относительно равномерно: наибольшее количество осадков выпадает в мае и июне — 54 мм, наименьшее в феврале и марте — по 27 мм. Среднегодовая температура положительная и составляет + 6,4 °С, средняя температура самого холодного месяца января −9,6 °С, самого жаркого месяца июля +21,3 °С.
Часовой пояс
Комсомольский, как и вся Волгоградская область, находится в часовой зоне МСК (московское время). Смещение применяемого времени относительно UTC составляет +3:00.

## Население
Динамика численности населения по годам:
| 1987 |
| ---- |
| ≈990 |

| 2010 |
| ---- |
| 882  |

## Инфраструктура
Развитое сельское хозяйство. Личное подсобное хозяйство.

## Транспорт
Ближайшая железнодорожная станция Алексиково расположена в районном центре.